# Рансом (тауншип, Миннесота)
Рансом (англ. Ransom) — тауншип в округе Ноблс, Миннесота, США. На 2000 год его население составило 271 человек.

## География
По данным Бюро переписи населения США площадь тауншипа составляет 94,2 км², из которых 94,2 км² занимает суша, водоёмов нет.

## Демография
По данным переписи населения 2000 года здесь находились 271 человек, 99 домохозяйств и 86 семей.  Плотность населения —  2,9 чел./км².  На территории тауншипа расположено 112 построек со средней плотностью 1,2 построек на один квадратный километр. Расовый состав населения: 99,63 % белых и 0,37 % приходится на две или более других рас.
Из 99 домохозяйств в 38,4 % воспитывались дети до 18 лет, в 75,8 % проживали супружеские пары, в 6,1 % проживали незамужние женщины и в 13,1 % домохозяйств проживали несемейные люди. 11,1 % домохозяйств состояли из одного человека, при том 6,1 % из — одиноких пожилых людей старше 65 лет. Средний размер домохозяйства — 2,74, а семьи — 2,93 человека.
26,2 % населения младше 18 лет, 5,9 % в возрасте от 18 до 24 лет, 27,7 % от 25 до 44, 19,6% от 45 до 64 и 20,7 % старше 65 лет. Средний возраст — 40 лет. На каждые 100 женщин приходилось 115,1 мужчин.  На каждые 100 женщин старше 18 приходилось 119,8 мужчин.
Средний годовой доход домохозяйства составлял 39 250 долларов, а средний годовой доход семьи —  41 250 долларов. Средний доход мужчин —  26 750  долларов, в то время как у женщин — 24 375. Доход на душу населения составил 13 801 доллар. За чертой бедности находились 4,5 % семей и 10,1 % всего населения тауншипа, из которых 11,1 % младше 18 и 6,9 % старше 65 лет.